# Sydney Grundy
Sydney Grundy (Manchester, 23 marzo 1848 – Londra, 4 luglio 1914) è stato un drammaturgo e librettista inglese.